# Enrichetta Luisa di Borbone-Condé
Enrichetta Luisa di Borbone-Condé (Versailles, 15 gennaio 1703 – Beaumont-lès-Tours, 19 settembre 1772) fu figlia di Luigi III di Borbone-Condé e di Luisa Francesca di Borbone ed in quanto tale fu Principessa del Sangue e in seguito divenne badessa.

## Biografia

### I primi anni

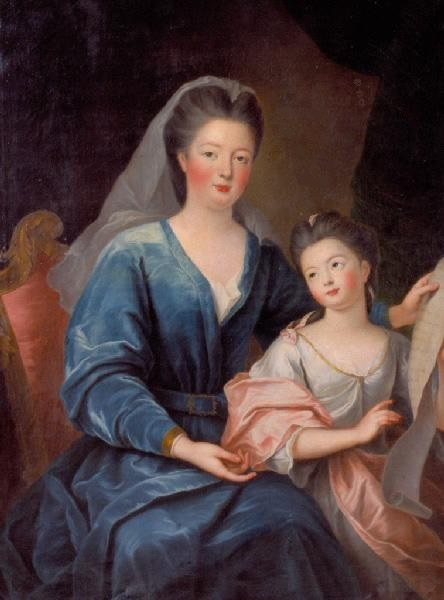
Luisa Francesca di Borbone con la figlia Enrichetta Luisa, dipinto di Pierre Gobert.

Enrichetta Luisa è nata alla Reggia di Versailles, fu la settima figlia  (la quinta femmina) di Luigi III di Borbone-Condé, principe di Condé, e sua moglie, Louise Françoise de Bourbon. Il padre di Enrichetta Luisa era nipote del Gran Condé, e sua madre era la figlia legittimata più anziana sopravvissuta del re Luigi XIV di Francia e della sua amante, Madame de Montespan. Enrichetta Luisa è cresciuta nell'Abbazia di Fontevraud. 
Enrichetta Luisa era un membro della Casa Borbone-Condé, un ramo cadetto della regnante Casa di Borbone. Di conseguenza, era una Principessa del Sangue a corte. Questo rango le permise di utilizzare il trattamento di Altezza Reale. Fin dalla nascita, era conosciuta come Mademoiselle de Vermandois, una contea che era da tempo sotto il dominio della Casa Borbone-Condé.
Acquistò le terre di Montond nel 1710, ma le vendette a sua sorella Luisa Anna nel 1732.

### Il possibile matrimonio
Nel 1725, Enrichetta Luisa e sua sorella Elisabetta Alessandrina erano su una lista di potenziali spose per il re Luigi XV. Il suo nome era stato messo sulla lista da suo fratello, il Duca di Borbone, che era il primo ministro di Luigi XV. Insieme alla sua amante, Madame de Prie, il duca voleva fare di sua sorella la regina nella speranza di essere in grado di influenzare il giovane re. Enrichetta Luisa, tuttavia, non voleva sposarsi affatto, disse che lei voleva diventare una suora come sua cugina Luisa Adelaide.
È stata una delle ultime quattro candidate seriamente considerate quando la lista originale di novantanove principesse è stata ridotta a diciassette e poi a quattro, lasciando lei, sua sorella Elisabetta Alessandrina, Anna, Principessa d'Orange e Amelia di Gran Bretagna come alternative finali, e quando le due principesse britanniche furono rimosse dalla lista a causa di problemi religiosi, lei e sua sorella divennero le uniche due candidate rimaste.
Suo fratello, il primo ministro, la raccomandò prima di sua sorella, perché considerava Enrichetta Luisa più attraente di Elisabetta Alessandrina. La descrisse come una bellezza, e fece notare che il suo desiderio di diventare suora era una testimonianza della sua virtù e della sua natura pia; la sua età rese probabile che fosse in grado di assicurare immediatamente la successione portando i figli. Il primo ministro infine dichiarò che il suo rango era sufficiente, in quanto era tanto quanto discendente di Luigi XIV quanto il duca di Orléans, che era in linea con il trono.
Quando le principesse britanniche furono infine rimosse dalla lista, Enrichetta Luisa fu considerata la scelta finale e naturale, e le fu dato il sostegno della maggior parte dei membri del Consiglio Reale. Tuttavia André-Hercules de Fleury si accanì particolarmente contro Enrichetta e consigliò il giovane re di cambiare scelta. Inoltre, secondo una leggenda non verificata ma ben nota, Madame de Prie ha visitato Enrichetta Luisa al fine di valutare se poteva effettivamente diventare regina, ma quando Enrichetta Luisa reagì alla domanda imprecando contro la De la Prie, fu questo il motivo per cui suo fratello divenne oggetto di odio da parte di tutta la Francia per il suo peccato, Madame de Prie ha ritirato il suo sostegno. I finanzieri del Duca, avevano una brutta impressione di Enrichetta Luisa in quanto temevano che fosse troppo governata da sua madre, la quale avrebbe potuto influenzarla. Per questo, Enrichetta Luisa non era più considerata per diventare regina da suo fratello. Alla fine, Anche Enrichetta Luisa è stata rifiutata e Maria Leszczyńska  è stata scelta invece come sposa per il re.

### Badessa di Beaumont-lès-Tours

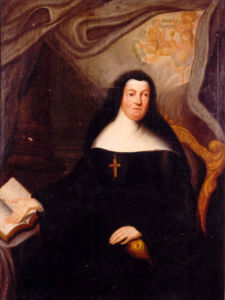
Ritratto di Enrichetta Luisa di Borbone Badessa di Beaumont-lès-Tours.

Il 14 gennaio 1727, Enrichetta Luisa ha preso i voti all'Abbazia di Beaumont-lès-Tours. Divenne la badessa del convento nel 1733 all'età di trent'anni.
Enrichetta Luisa si dedico alle opere caritatevoli fin quando la sua salute da sempre fragile glielo permise. 
Enrichetta Luisa morì nell'Abbazia di Beaumont-lès-Tours nel 1772, e vi fu sepolta l'8 gennaio. Era sopravvissuta a tutti i suoi fratelli e sorelle tranne la Princesse de Conti.

## Ascendenza
|                                     |                       |                                      | Genitori                               |  |  | Nonni |  |  | Bisnonni                  |  |  | Trisnonni                  |  |
|                                     |                       |                                      |                                        |  |  |       |  |  | Luigi II di Borbone-Condé |  |  | Enrico II di Borbone-Condé |  |
|                                     |                       |                                      |                                        |  |  |       |  |  | Luigi II di Borbone-Condé |  |  | Enrico II di Borbone-Condé |  |
|                                     |                       | Carlotta Margherita di Montmorency   |                                        |  |  |       |  |  | Luigi II di Borbone-Condé |  |  |                            |  |
| Enrico III Giulio di Borbone-Condé  |                       |                                      |                                        |  |  |       |  |  | Luigi II di Borbone-Condé |  |  |                            |  |
|                                     |                       | Claire-Clémence de Maillé-Brézé      | Urbain de Maillé-Brézé                 |  |  |       |  |  |                           |  |  |                            |  |
|                                     |                       | Claire-Clémence de Maillé-Brézé      | Urbain de Maillé-Brézé                 |  |  |       |  |  |                           |  |  |                            |  |
|                                     |                       | Claire-Clémence de Maillé-Brézé      | Nicole du Plessis de Richelieu         |  |  |       |  |  |                           |  |  |                            |  |
| Luigi di Borbone, principe di Condé |                       | Claire-Clémence de Maillé-Brézé      |                                        |  |  |       |  |  |                           |  |  |                            |  |
|                                     |                       | Edoardo del Palatinato               | Federico V Elettore Palatino           |  |  |       |  |  |                           |  |  |                            |  |
|                                     |                       | Edoardo del Palatinato               | Federico V Elettore Palatino           |  |  |       |  |  |                           |  |  |                            |  |
|                                     |                       | Edoardo del Palatinato               | Elisabetta Stuart                      |  |  |       |  |  |                           |  |  |                            |  |
| Anna Enrichetta del Palatinato      |                       | Edoardo del Palatinato               |                                        |  |  |       |  |  |                           |  |  |                            |  |
|                                     |                       | Anna Maria di Gonzaga-Nevers         | Carlo I di Gonzaga-Nevers              |  |  |       |  |  |                           |  |  |                            |  |
|                                     |                       | Anna Maria di Gonzaga-Nevers         | Carlo I di Gonzaga-Nevers              |  |  |       |  |  |                           |  |  |                            |  |
|                                     |                       | Anna Maria di Gonzaga-Nevers         | Caterina di Lorena                     |  |  |       |  |  |                           |  |  |                            |  |
| Enrichetta Luisa di Borbone-Condé   |                       | Anna Maria di Gonzaga-Nevers         |                                        |  |  |       |  |  |                           |  |  |                            |  |
|                                     | Luigi XIII di Francia | Enrico IV di Francia                 |                                        |  |  |       |  |  |                           |  |  |                            |  |
|                                     | Luigi XIII di Francia | Enrico IV di Francia                 |                                        |  |  |       |  |  |                           |  |  |                            |  |
|                                     | Luigi XIII di Francia | Maria de' Medici                     |                                        |  |  |       |  |  |                           |  |  |                            |  |
| Luigi XIV di Francia                | Luigi XIII di Francia |                                      |                                        |  |  |       |  |  |                           |  |  |                            |  |
|                                     |                       | Anna d'Asburgo                       | Filippo III di Spagna                  |  |  |       |  |  |                           |  |  |                            |  |
|                                     |                       | Anna d'Asburgo                       | Filippo III di Spagna                  |  |  |       |  |  |                           |  |  |                            |  |
|                                     |                       | Anna d'Asburgo                       | Margherita d'Austria-Stiria            |  |  |       |  |  |                           |  |  |                            |  |
| Luisa Francesca di Borbone          |                       | Anna d'Asburgo                       |                                        |  |  |       |  |  |                           |  |  |                            |  |
|                                     |                       | Gabriel de Rochechouart de Mortemart | René de Rochechouart de Mortemart      |  |  |       |  |  |                           |  |  |                            |  |
|                                     |                       | Gabriel de Rochechouart de Mortemart | René de Rochechouart de Mortemart      |  |  |       |  |  |                           |  |  |                            |  |
|                                     |                       | Gabriel de Rochechouart de Mortemart | Jeanne de Saulx de Tavannes            |  |  |       |  |  |                           |  |  |                            |  |
| Françoise-Athénaïs di Montespan     |                       | Gabriel de Rochechouart de Mortemart |                                        |  |  |       |  |  |                           |  |  |                            |  |
|                                     |                       | Diane de Grandseigne                 | Jean de Grandseigne                    |  |  |       |  |  |                           |  |  |                            |  |
|                                     |                       | Diane de Grandseigne                 | Jean de Grandseigne                    |  |  |       |  |  |                           |  |  |                            |  |
|                                     |                       | Diane de Grandseigne                 | Catherine de La Béraudière de Villenon |  |  |       |  |  |                           |  |  |                            |  |
|                                     |                       | Diane de Grandseigne                 |                                        |  |  |       |  |  |                           |  |  |                            |  |

## Titoli e trattamento
- 15 gennaio 1703 – 1733 : Sua Altezza Serenissima Mademoiselle de Vermandois
- 1733 – 19 settembre 1772 : Sua Altezza Reale Madame de Bourbon, Badessa di Beaumont-lès-Tours